# Tan real
Tan Real es el octavo álbum de estudio del grupo argentino Los Tipitos, grabado bajo el mando del galardonado Tweety González.
El álbum se edita en dos versiones, CD y CD+DVD, donde los fanáticos pueden disfrutar imágenes exclusivas de la banda grabando los temas en estudio, backstage de toda la producción y otras sorpresas.

## Descripción
El disco incluye 14 nuevas canciones con el sonido característico de Los Tipitos, con letras sencillas y pegadizas, de esas capaces de permanecer semanas en los rankings de las radios de adolescentes, y otras con toques más "roqueros", como para adaptarse al ambiente de los festivales de rock. 
Cuenta con la participación de varios artistas como David Lebon, Carlos García López, Claudio O'Connor y Javier Malosetti, entre otros. El primer corte de difusión fue «Flor negra».

## Lista de temas
| Tan real |                                         |                                        |          |  |
| N.º      | Título                                  | Escritor(es)                           | Duración |  |
| 1.       | «Flor negra»                            | W. Piancioli · R. Ruffino              | 3:15     |  |
| 2.       | «Vívelo»                                | R. Ruffino                             | 3:26     |  |
| 3.       | «Más allá de los dos»                   | F. Bugallo · P. Tévez                  | 3:10     |  |
| 4.       | «De este lado de la noche»              | W. Piancioli · R. Ruffino · F. Bugallo | 4:27     |  |
| 5.       | «Elegido»                               | W. Piancioli · R. Ruffino              | 3:32     |  |
| 6.       | «Tan real»                              | R. Ruffino                             | 3:08     |  |
| 7.       | «En la vida»                            | R. Ruffino                             | 3:21     |  |
| 8.       | «Te vas» (con Claudio O'Connor)         | W. Piancioli                           | 3:29     |  |
| 9.       | «Gatillo»                               | R. Ruffino                             | 2:42     |  |
| 10.      | «Mami»                                  | W. Piancioli                           | 2:37     |  |
| 11.      | «Más»                                   | R. Ruffino                             | 3:25     |  |
| 12.      | «Loca por la calle»                     | R. Ruffino                             | 3:30     |  |
| 13.      | «Esa forma de viajar» (con David Lebón) | P. Tévez                               | 4:10     |  |
| 14.      | «Como una hoguera»                      | R. Ruffino                             | 4:00     |  |
| 48:13    |                                         |                                        |          |  |

## Músicos

#### Los Tipitos
- Walter Piancioli: Voz, piano, hammon, coros, guitarras y bajo.
- Raúl Ruffino: Voz, guitarras y coros.
- Federico Bugallo: Bajo, guitarra eléctrica y ambient.
- Pablo Tévez: Batería, coros y shakers.

#### Artistas invitados
- Claudio O'Connor: Voz en «Te vas».
- David Lebón: Voz y guitarra líder en «Esa forma de viajar».
- Javier Malosetti: Coros en «En la vida».
- Carlos García López: Coros en «Vívelo», guitarras y solo en «Te vas».
- Mariano Custodio: Guitarra líder en «Vívelo», guitarra acústica en «Elegido».
- Tweety González: Teclados en «De este lado de la noche» y «Como una hoguera».
- Javier Malosetti: Contrabajo y guitarra nylon en «En la vida».
- Mario Perkins: Citar en «Loca por la calle».
- Leo Fernández: Tablas en «Loca por la calle».

## Créditos
- Grabado en: Circo Beat y El Pie.
- Dirección Musical: Tweety González y Los Tipitos.
- Asistentes de Grabación: Gafas Maril, Martín Daneri, Nono Dipecco, Guillermo González, Marina Rapallo y Nathaniel García.
- Edición digital: Chofi Faruolo.
- Logística y Producción Ejecutiva: Jorge Klinoff.
- Producido por: Tweety González.
- Masterizado en: Sterling Soun por León Zervos.
- Producción de batería: Bolsa González.
- Asistente: Mauro Cericello[2]